# Douce Violence
Douce Violence («Dulce violencia» en francés) es una película dramática francesa de 1962 dirigida por Max Pécas y protagonizada por Elke Sommer, Pierre Brice, Christian Pezey y Vittoria Prada.

## Argumento
Un joven alienado que vive en la Riviera Francesa es atraído a unirse a una pandilla de jóvenes delincuentes, viviendo andanzas que deambulan entre la ociosidad y la depravación por el paradisiaco escenario, pero pronto se da cuenta de que ha cometido un error.

## Reparto
- Elke Sommer: Elke, estudiante alemana.
- Pierre Brice: Philippe Maître, estudiante científico profesional.
- Agnès Spaak: Dominique.
- Christian Pezey: Olivier.
- Jenny Astruc: Mick.
- Michèle Bardollet: Choute.
- Claire Maurier: Ella misma, actriz, hermana de Olivier.
- Albert Dinan: Popoff, el marinero ruso en el barco.
- Vittoria Prada: Barbara.
- Robert Darame: Charly.
- Robert Barre: El libanés.
- Roger Rudel: Robert.
- Marc Arian: Un camarero.
- Maryse Guy Mitsouko (bajo el nombre de «Mitsouko»): Chica morena.
- Brigitte Suard
- France Anglade
- Lionel Bernier
- Marcel Edouard
- Michel Cordon
- Pringle Conrad
- Jacques Bézard